# 10264 Marov
10264 Marov è un asteroide della fascia principale. Scoperto nel 1978, presenta un'orbita caratterizzata da un semiasse maggiore pari a 3,2078714 UA e da un'eccentricità di 0,1730585, inclinata di 0,32712° rispetto all'eclittica.
L'asteroide è dedicato all'astronomo russo Mikhail Yakovlevič Marov.